# Ведрич (Речицкий район)
Ведрич (бел. Ведрыч) — агрогородок в Речицком районе Гомельской области Беларуси. Входит в состав Защебьевского сельсовета.
До 2015 года входил в состав Василевичского городского Совета.

## География
Располагается в 54 км на запад от районного центра Речица, в 104 км от областного центра Гомель и в 7 км от ближайшей железнодорожной станции Василевич.

## Гидрография
Аграгородок расположен возле реки Ведрич, впадающей в Днепр. На севере, юге и западе — мелиоративные каналы.

## Транспортное сообщение
Ведрич связан автобусным сообщением с Василевичами и Речицей.

## Дома и улицы
Планировка состоит из пяти параллельных широтных улиц, связанных улицами и переулками. Длинные прямолинейные улицы, ориентированной с юго-востока на юго-запад. Агрогородок застроен домами усадебного типа, двухэтажные коттеджи и двухэтажные с подъездами.
В агрогородке расположены следующие улицы и переулки:
- Пионерская
- Юбилейная
- Школьная
- Коллективная
- Техническая
- Октябрьская
- Партизанская
- Трудовая
- Новая
- Лесная
- переулок Юбилейный
- переулок Парковый
- переулок Зелёный

## История
Агрогородок основан в 1920 году. После того, как в ходе советско-польской войны польские войска сожгли деревню Василевичи, пять семей решили освоить небольшую песочную гряду среди болот недалеко от своей бывшей деревни. 1 декабря 1930 года организован колхоз «Ведрич». В 1932 году колхоз преобразован в луговое хозяйство. Главной его задачей была заготовка сена для нужд Красной армии.
Во время Великой Отечественной войны в агрогородке немецкими войсками был создан большой гарнизон, разгромленный партизанами 23 августа 1943 года. Сразу после освобождения здесь были размещены курсы младших лейтенантов; среди курсантов были 18 Героев Советского Союза. На фронтах погибло 52 жителя деревни.
В 1944 году создано Ведричское межхозяйственное управление осушительных систем. В 1970 году центр племзавода «Ведрич».
Работают Ведричский ясли-сад — средняя школа имени В. М. Веремейчика, Дом культуры, торговый центр, фельдшерско-акушерский пункт, комбинат бытового обслуживания, столовая, отделение связи.
Агрогородок разделена на три основные зоны. В центре административные и инфраструктурные здания, церковь, рядом парк. В жилой зоне — одноэтажные и двухэтажные дома. Производственная зона вынесена за пределы населённого пункта и включает две фермы, ремонтно-механическую мастерскую, зернохранилище и нефтебазу.

## Население
- 1970 год — 1395 жителей (согласно переписи).
- 2004 год — 960 жителей.
- 2019 год — 800 жителей.

## Известные люди, связанные с агрогородком
- С 1966 года и до самой смерти в 1999 году жил, работал учителем, завучем, директором в школе известный поэт В. М. Веремейчик.